# Юнацтво (телесеріал)
Юнацтво (англ. Adolescence) — британський кримінально-драматичний мінісеріал 2025 року від Джека Торна та Стівена Ґрема, знятий Філіпом Барантіні. У головних ролях: Ґрем, Ерін Доерті, Овен Купер, Фей Марсі, Крістін Тремарко, Марк Стенлі, Джо Хартлі та Амелі Піз. У центрі розповіді — 13-річний школяр Джеймі Міллер, якого заарештовують за вбивство однокласниці. Кожен епізод був знятий одним безперервним дублем.
Прем'єра мінісеріалу відбулася на Netflix 13 березня 2025 року, отримавши широке визнання критиків за режисуру та сценарій, а також за атмосферу та гру Ґрема, Доерті та Купера. «Юнацтво» був першим стрімінговим шоу, яке очолювало щотижневі телевізійні рейтинги «Barb Audiences».

## Сюжет
В англійському містечку поліція виламує двері будинку та заарештовує 13-річного Джеймі Міллера за підозрою у вбивстві однокласниці, Кеті Леонард. Джеймі тримають у поліцейській дільниці для допиту, а потім відправляють до дитячої психіатричної установи. Розслідування в школі Джеймі та опитування дитячого психолога виявляють, що стан Джеймі був глибоко порушений шкільним цькуванням через соціальні мережі, зосередженим навколо субкультури інцелів.

## Акторський склад

### Головний
- Стівен Ґрем в ролі Едді Міллера
- Ешлі Волтерс[en] — інспектор Люк Баскомб
- Фей Марсі[en] — Міша Франк
- Марк Стенлі в ролі Пола Барлов
- Крістін Тремарко[en] в ролі Манди Міллер
- Овен Купер у ролі Джеймі Міллера
- Амелі Піз[d] у ролі Лізи Міллер
- Ханна Волтерс[en] у ролі місіс Бейлі
- Джо Хартлі[en] в ролі місіс Фенумор
- Фатіма Боянг у ролі Джейд
- Кейн Девіс — Раян Ковальська
- Амарі Бахус[d] — Адам Баскомб
- Ерін Доерті[en] в ролі Бріоні Арістон

### Гостьовий
- Емілія Холлідей у ролі Кеті Леонард
- Льюїс Пембертон в ролі Томмі
- Остін Хейнс[en] — Фредо
- Альфі Ворд в ролі Морей
- Елоді Грейс Вокер в ролі Джорджі
- Дуглас Рассел у ролі Віктора

## Український Дубляж
- Студія: Постмодерн
- Перекладач: Онисія Колесникова
- Режисер дубляжу: Павло Голов
- Звукооператор: Сергій Александров
- Спеціаліст зі зведення звуку: Сергій Александров
- Менеджер проекту: Олександр Куколенко

- Едді — Михайло Войчук
- Джеймі — Єлизавета Зіновенко
- Детектив Баскомб — Роман Семисал
- Пол Барлоу — Андрій Твердак
- Констебль Дженкінкс — Юрій Кудрявець
- Сержантка Френк — Катерина Брайковська
- Адам — Кирило Татарченко
- Аманда — Олена Узлюк
- Ліза — Майя Ведернікова
- Сержант Ґолдінґ — В'ячеслав Дудко
- Констебль Ґроґан, Містер Кертіс — Едуард Кіхтенко
- Еріка — Людмила Петриченко
- Дерек, Містер Гатчінсон — Петро Сова
- Керол, Марі — Катерина Петрашова
- Тоня Сімпсон, Карла, Сем — Аліна Проценко
- Місіс Феньюмор — Наталя Ярошенко
- Джейд — Вікторія Тишкевич
- Раян — Арсен Шавлюк
- Алі,Містер Ґарфілд,Чарлі,Квінт,— Павло Голов
- Записаний чоловічий голос — Павло Голов
- Фредо — Кирило Сузанський
- Томмі — Давід Гордієнко
- Морей — Владислав Васицький
- Місіс Бейлі, Айлін — Тамара Морозова
- Шон, Марк — Михайло Пулянський
- Біллі — Єлизавета Кучеренко
- Містер Малік — Дмитро Сова
- Брайоні — Марина Локтіонова
- Віктор — Дмитро Завадський
- Террі — Антон Кобилко

Додатковий акторський склад: Анастасія Павленко, Андрій Копач

## Епізоди
| № серії | Назва серії | Режисер(и)        | Сценарист(и)            | Оригінальна дата показу |
| --- | ----------- | ----------------- | ----------------------- | ----------------------- |
| 1 | «Епізод 1»  | Філіпом Барантіні | Джек Торн і Стівен Ґрем | 13 березня 2025         |
| Детектив-інспектор Люк Баском і сержант-детектив Міша Френк очолюють поліцейський рейд у будинку родини Міллерів: батька Едді, матері Манди, дочки Лізи та 13-річного сина Джеймі. Вони заарештовують Джеймі за підозрою у вбивстві та доставляють його до найближчої поліцейської дільниці. Заплаканий Джеймі запевняє в своїй невинності, коли його оформляють і доставляють у камеру, а його сім'я прибуває до відділку. Едді погоджується бути «належним дорослим» для Джеймі та супроводжувати його під час обшуку та допиту. Едді приватно запитує Джеймі, чи він скоїв злочин, і вірить його запереченню. Барлоу, адвокат, призначений представляти інтереси Джеймі, приходить і радить Джеймі не відповідати на запитання про минулу ніч. Під час офіційного інтерв’ю Джеймі Баском і Френк розповідають, що Джеймі зробив кілька коментарів сексуального характеру про жінок-моделей в Instagram. Потім його допитують про його однокласницю Кеті Леонард, чиє тіло було знайдено на автостоянці напередодні ввечері. Баскомб показує запис із камер відеоспостереження, на якому Джеймі забиває Кеті до смерті, перш ніж припинити інтерв’ю. Джеймі та Едді плачуть у кімнаті для допитів; Едді ненадовго відсахнувся, коли Джеймі торкнувся його, перш ніж вони міцно обійнялися.                                          |             |                   |                         |                         |
| 2 | «Епізод 2»  | Філіп Барантіні   | Джек Торн і Стівен Ґрем | 13 березня 2025         |
| Через три дні після вбивства Баском і Френк відвідують середню школу Джеймі, щоб поговорити з однокласниками Джеймі та Кеті, сподіваючись дізнатися його мотиви та місцезнаходження знаряддя вбивства. Найкраща подруга Кеті, Джейд, особливо засмучена вбивством і відмовляється співпрацювати з офіцерами. Пізніше вона нападає на друга Джеймі, Раяна, звинувачуючи його у вбивстві Кеті. Коли Бескомб і Френк допитують Раяна, він спочатку співпрацює, але незабаром починає ухилятися від відповідей, виходячи з кімнати, коли згадується знаряддя вбивства. Син Баскомба, Адам, — учень школи, повідомляє своєму батькові, що Кеті залишала коментарі на сторінці Джеймі в Instagram, використовуючи таємні значення емодзі, щоб звинуватити його в тому, що він інцел, що призвело до кампанії цькування Джеймі. Коли Баском і Френк знову намагаються допитати Раяна, він тікає через вікно, і Баском женеться за ним зі школи. Коли Раяна спіймано, він розповідає, що ніж, яким Джеймі вдарив Кеті, був його. Раяна заарештовують за змову, а Френк вирушає, щоб висунути звинувачення проти Джеймі. Баском забирає Адама зі школи, щоб вони могли більше часу провести разом. Едді відвідує місце вбивства Кеті, щоб залишити квіти на пам'ять.                                                                           |             |                   |                         |                         |
| 3 | «Епізод 3»  | Філіп Барантіні   | Джек Торн і Стівен Ґрем | 13 березня 2025         |
| Через сім місяців після вбивства судовий психолог Брайоні Арістон зустрічається з Джеймі в ізоляторі для неповнолітніх, щоб підготувати досудову доповідь про його розумові здібності. Брайоні запевняє Джеймі, що її єдина мета — оцінити його розуміння обставин справи, а не саму справу. Брайоні розпитує Джеймі про його ставлення до жінок і себе. Джеймі розповідає, що Кеті сфотографувалася топлес для однокласника, який її приваблював, і той хлопець розіслав фото в школі без її згоди. Це завдало Кеті болю, і Джеймі запросив Кеті на побачення, вважаючи, що вона буде емоційно вразливою і, отже, швидше погодиться. Вона відмовила йому і залишила коментарі на його сторінці в Instagram. Протягом інтерв'ю настрій Джеймі коливається між дружнім і агресивним. Це включає випадкове зізнання у вбивстві та кілька спалахів гніву, які дратують Брайоні. Після того, як вона повідомляє Джеймі, що ця сесія для них остання, Джеймі вимагає знати, чи подобається Брайоні він особисто, але вона відмовляється відповідати, ще більше знервовуючи Джеймі. Охоронець змушений витягнути Джеймі з кімнати допиту, залишаючи Брайоні помітно приголомшеною. |             |                   |                         |                         |
| 4 | «Епізод 4»  | Філіп Барантіні   | Джек Торн і Стівен Ґрем | 13 березня 2025         |
| Через тринадцять місяців після вбивства Міллери намагаються повернутися до нормального життя, поки Джеймі чекає суду. На 50-й день народження Едді підлітки розмалювали його фургон. Едді планує відвести Манду та Лізу до кінотеатру пізніше того ж дня, щоб підняти настрій, але вони спершу їдуть у будівельний магазин, щоб видалити фарбу з фургона. Там Едді ще більше засмучений тим, що співробітник впізнав його і незграбно висловив підтримку Джеймі. Едді купує фарбу, щоб перефарбувати фургон. Надворі він помічає підлітків, які розмалювали фургон, і сердито погрожує їм, а потім, зі злості, виливає вміст банки з фарбою на свій фургон. По дорозі додому Джеймі дзвонить і оголошує про свій план визнати себе винним. Удома Едді та Манда примиряються зі скрутним становищем Джеймі, звинувачуючи себе в тому, що вони не звернули уваги на його радикалізацію в Інтернеті. Ліза приєднується до них, висловлюючи підтримку рішенню Едді не переїжджати, знаючи, що їх зв’язок із Джеймі врешті-решт наздожене їх. Натомість вони вирішують взяти напрокат фільм пізніше, а Манда та Ліза йдуть готувати сніданок. На самоті Едді зривається на ліжку Джеймі. Він закутує плюшевого ведмедика, цілує його в голову і каже йому: «Вибач, синку, я повинен був бути кращим», перш ніж приєднатися до своєї сім’ї. |             |                   |                         |                         |

## Виробництво

### Розробка
Юнацтво спочатку був задуманий Стівеном Ґремом як відповідь на раптове зростання жорстоких злочинів із застосуванням ножа в Британії, включаючи вбивства Еліанн Андам і Ави Вайт. Він вирішив створити драму, досліджуючи мотивацію жорстоких актів насильства над дівчатами з боку хлопців, і співпрацював зі сценаристом Джеком Торном. Виступаючи в мистецькій програмі BBC Radio 4 «Передній ряд», Торн заявив, що обидва письменники хотіли «поглянути в очі чоловічому гніву» і вивчити вплив таких громадських діячів, як Ендрю Тейт, на хлопчиків.
Серіал було анонсовано в березні 2024 року під робочою назвою «Юнацтво» за сценарієм Джека Торна та Стівена Ґрема. Це — чотирисерійна обмежена кримінальна драма, яка розповідається в режимі реального часу в стилі одного кадру, режисером якого є Філіп Барантіні. «Warp Films», «Matriarch Productions» і «Plan B Entertainment» виробляють серіал для Netflix. Джо Джонсон є продюсером серіалу, а Ґрем, Торн і Барантіні є виконавчими продюсерами разом з Марком Гербертом, Емілі Феллер, Ханною Волтерс, Джеремі Клейнером, Деде Гарднер і Ніною Воларські.

### Кастинг
Овен Купер був обраний на роль підозрюваного у вбивстві підлітка Джеймі Міллера у віці 13 років, без попереднього досвіду. Режисер кастингу Шахін Бейг розглядала 500 хлопців на роль, але Купер привернув її увагу після того, як надіслав їй демонстраційний запис і отримав роль.

### Зйомки
Зйомки почалися у Великій Британії в липні 2024 року і закінчилися приблизно в жовтні 2024 року.
Юнацтво відомий широким використанням однокадрової зйомки, оскільки кожен епізод знімається одним дублем. Зйомка планувалася через багаторазові репетиції, аж до повного технічного проходження, під час якого оператор-постановник планував рухи камери. Кожен годинний епізод знімався приблизно 10 разів, по два дублі на день. Епізоди були показані як закінчені одним дублем, без монтажних стиків або змішування кадрів із допомогою CGI.
Місця зйомок «Юнацтва» включали Південний Кіркбі, Південний Елмсол і Шеффілд у Йоркширі. Громадський коледж Мінсторп у Південному Елмсоллі використовувався як місце для зйомки шкільних сцен у другому епізоді. Внутрішні сцени в поліцейській дільниці були зняті на спеціально побудованому знімальному майданчику на студії «Production Park» у Південному Кіркбі, щоб врахувати складнощі зйомки одним кадром.

## Трансляція
Серіал вийшов на Netflix 13 березня 2025 року. Він став найпопулярнішим потоковим телевізійним шоу у Сполученому Королівстві за один тиждень, побивши рекорд, встановлений серіалом Netflix «Твоя перша остання брехня» у січні 2024 року.
Юнацтво отримав значний успіх у глядачів на Netflix після його виходу. За перші три тижні серіал зібрав 96,7 мільйонів переглядів на платформі. За тиждень, що закінчився 30 березня 2025 року, зафіксовано ще 30,4 мільйона переглядів, серіал увійшов до списків топ-10 найпопулярніших у всіх 93 країнах, які відстежуються за показниками Netflix. Такий успіх поставив «Юнацтво» на дев'яте місце в списку переглядів Netflix за весь час, який базується на даних про глядачів, зібраних протягом перших 91 дня після того, як він став доступним.

## Сприйняття
Юнацтво був високо оцінений критиками. На веб-сайті агрегатора рецензій Rotten Tomatoes 99 % із 82 відгуків критиків є позитивними із середнім рейтингом 9,3/10. Консенсус веб-сайту звучить так: «Стилістично сміливий і чудово виконаний зверху донизу, „Юнацтво“ — це майстер-клас із телевізійного оповідання історій і пекучий досвід перегляду, який залишає шрами». Metacritic, який використовує середньозважену оцінку, підрахував оцінку 90 зі 100 на основі 26 оглядів, що вказує на «загальне визнання».
Пишучи в «The Guardian», Люсі Менган заявила, що «Юнацтво» був «найближчим до телевізійної досконалості за останні десятиліття», виділяючи акторську гру Купера та Доерті заради особливої похвали. Аніта Сінгх з «The Daily Telegraph» визнала серіал «спустошливим», а акторську гру — «феноменальною», хоча вона сказала, що техніка зйомки з одного дубля може здатися «як трюк». Софі Бутчер із «Empire» похвалила безперервну зйомку, заявивши, що це був «найзапаморочливіший телевізійний подвиг року», який посилив емоції на екрані.
«Юнацтво» був першим стрімінговим шоу, яке очолювало щотижневі телевізійні рейтинги «Barb Audiences».

### Політичний вплив

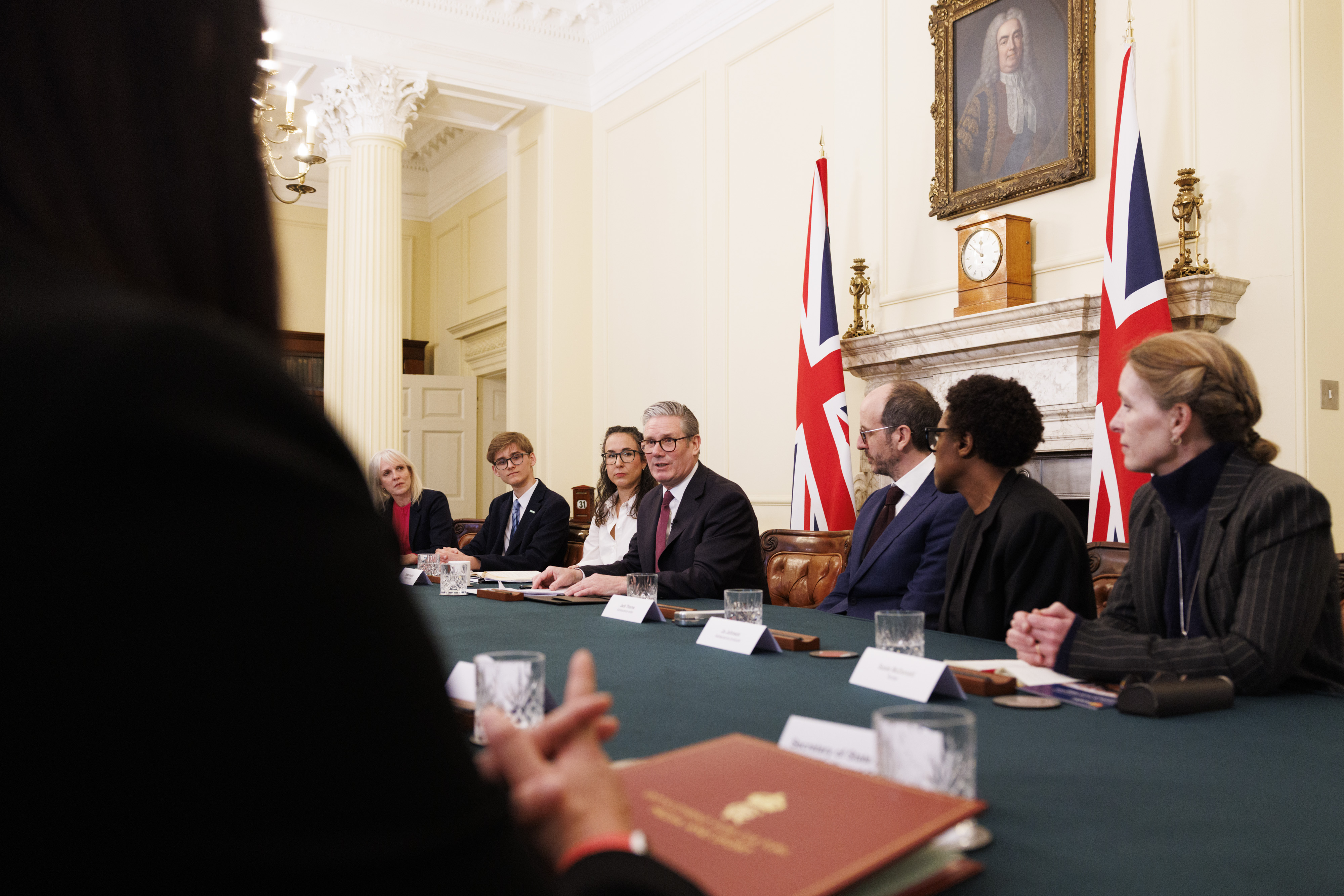
Прем'єр-міністр Кір Стармер проводить круглий стіл із творцями шоу, 31 березня 2025

Згідно з «The Guardian», у серіалі показано, як маносфера вплинула на хлопчиків-підлітків, а персонажі прямо називають Ендрю Тейта та спільноту «червоних пігулок» як ключові фактори, які вплинули на Джеймі та інших хлопців його віку. Аннеліз Міджлі, член парламенту, закликала до показу серіалу в парламенті та в школах, стверджуючи, що це може допомогти протистояти мізогінії та насильству щодо жінок і дівчат. Прем'єр-міністр Кір Стармер підтримав заклик, написавши у Twitter: «Як батько, перегляд „Юнацтва“ з моїм сином і донькою підлітками зачепив за живе». Шоу стало безкоштовним для перегляду в середніх школах Великобританії після підтримки Стармера.
У березні 2025 року бізнесмен і радник адміністрації Трампа Ілон Маск висловив припущення про те, що шоу було «антибілою пропагандою» через те, що на роль Джеймі було обрано білого актора. Теорія стверджувала, що серіал базується на вуличній різанині у Саутпорті 2024 року, і що зображення злочинця білим було навмисним вибором для демонізації білих людей. Співавтор сценарію Джек Торн назвав цю заяву «смішною» і заявив, що телесеріал «не заснований на реальних подіях».